# Mirabela
Mirabela is een gemeente in de Braziliaanse deelstaat Minas Gerais. De gemeente telt 13.252 inwoners (schatting 2009).